# Dilara Kazimova
Dilara Kazimova (en azerí: Dilarə Kazimova; Bakú, RSS de Azerbaiyán, Unión Soviética, 20 de mayo de 1984) es una cantante y actriz azerí. Perteneció como vocalista al grupo de rock Unformal y al dúo musical "Milk & Kisses". En mayo de 2014 representó a Azerbaiyán en el Festival de la Canción de Eurovisión 2014, con la canción «Start a fire».

## Biografía
Nacida en la ciudad de Bakú, estudió en la Academia de Música de Bakú con un grado en Artes Vocales. Tras finalizar sus estudios comenzó su carrera musical en una compañía de ópera, en la cual estuvo durante un breve tiempo. Seguidamente, desde la década de los años 2000 fue vocalista de la banda de rock, Unformal. Más tarde pasó a ser la cantante principal del dúo musical "Milk & Kisses".
Junto a ambas bandas, participó en la Selección Nacional de Azerbaiyán para representar al país en el Festival de la Canción de Eurovisión. Su primera aparición fue con la banda Unformal para la selección final de la edición 2008, en la que quedaron en segundo lugar y su segunda aparición fue con el dúo "Milk & Kisses" para la selección de 2010, en la que volvió a quedar en segundo lugar por consecutiva vez.
En ese último año, también junto al dúo representaron a Azerbaiyán en el Festival anual de música "La Nueva Ola", que se celebró en la ciudad de Jūrmala, Letonia.
Actualmente, es una concursante de la versión ucraniana del concurso televisivo musical The Voice (en español: La Voz), perteneciendo al grupo del cantante Svyatoslav Vakarchuk.

### Festival de la Canción de Eurovisión 2014
Tras presentarse por tercera vez a la selección azerí para Eurovisión, aunque esta vez ella sola, resultó ser la ganadora y fue elegida para representar a Azerbaiyán en el Festival de la Canción de Eurovisión 2014, celebrado aquel año en Copenhague, Dinamarca. Compitió con «Start a Fire», un tema compuesto por Stefan Örn, Johan Kronlund, Alessandra Günthardtque, cuyo videoclip fue lanzado el 16 de marzo.
El 6 de mayo participó en la primera semfinal, actuando en 8º lugar entre Rusia, representada por las Hermanas Tolmachovy, y Ucrania, representada por Maria Yaremchuk. Finalmente Dilara consiguió el pase a la final para Azerbaiyán, país que nunca se ha perdido una final desde su debut en 2008. En la final, celebrada el 10 de mayo, le tocó actuar en 3º lugar, entre en representante de Bielorrusia, TEO, y de los islandeses Pollapönk. Azerbaiyán finalizó en el puesto 22 con 33 puntos, siendo esta la peor clasificación del país caucásico.

### Actriz
Como actriz, en el año 2006 inició su carrera interpretativa con un papel protagonista en la película "Try Not to Breathe", junto al actor Fakhraddin Manafov. Un año más tarde en 2007, tuvo un papel en la película el "Purgatorio" y para la que también grabó su banda sonora con el grupo Unformal.